# Le Tertre-Saint-Denis
Le Tertre-Saint-Denis est une petite commune française située dans le département des Yvelines en région Île-de-France.
Cette commune rurale est, avec une centaine d'habitants, la quatrième dans l'ordre des communes les moins peuplées des Yvelines, trois autres ayant moins de cent habitants, Mulcent, Gambaiseuil et le Tartre-Gaudran.
Ses habitants sont appelés les Tertrois.

## Géographie

Localisation du Tertre-Saint-Denis dans les Yvelines.

### Situation
La commune du Tertre-Saint-Denis se trouve dans le nord-ouest des Yvelines, sur le plateau du Mantois, à environ douze kilomètres au sud-ouest de Mantes-la-Jolie, chef-lieu d'arrondissement et à 50 kilomètres à l'ouest de Versailles, préfecture du département. C'est une petite commune (avec 291 hectares elle représente le tiers de la moyenne yvelinoise, 872 ha) et l'une des moins peuplées du département.

### Communes limitrophes
Les communes limitrophes sont Perdreauville au nord-est, Favrieux et Flacourt à l'est, Dammartin-en-Serve au sud, Longnes au sud-ouest et Ménerville au nord.

### Écarts et lieux-dits
Les Brossais est un hameau du Tertre-Saint-Denis.

### Voies de communication et transports
Les communications de cette commune à l'écart des grands axes reposent sur une voie communale qui traverse le territoire dans le sens nord-sud et rejoint à un kilomètre environ au sud du village la route départementale 928 (Mantes-la-Jolie - Anet).

### Hydrographie
Sur le plan hydrographique, Le Tertre-Saint-Denis se trouve dans le bassin versant de la Vaucouleurs, affluent de rive gauche de la Seine.
Il n'existe aucun cours d'eau permanent dans le territoire communal. À la limite nord de la commune, le « ravin du pont Bât-Cheval » désigne un thalweg orienté vers l'est, dans la commune de Flacourt, qui donne naissance plus à l'est au ru de Morand, affluent de la Vaucouleurs.

### Relief et géologie
Le territoire communal, de forme approximativement rectangulaire s'étend sur environ trois kilomètres de long et un kilomètre de large. Il appartient au  plateau du Mantois, sans relief très marqué. Il se trouve à une altitude moyenne de 140 mètres, en légère pente vers le nord, où le ravin du pont Bât-Cheval descend jusqu'à 123 mètres d'altitude, avec à sa limite sud une hauteur sur laquelle est établi le village qui est une butte-témoin culminant à 168 mètres  d'altitude.
Sur le plan géologique, la commune appartient au bassin parisien qui est une vaste cuvette sédimentaire. Les roches sédimentaires présentes dans le sous-sol de la commune appartiennent  aux étages Lutétien, Bartonien et Stampien de l'Éocène et de l'Oligocène (ère tertiaire). Sept formations géologiques affleurent dans la commune. Une partie du territoire, vers l'ouest, est recouverte de limon des plateaux résultant de dépôts éolien du quaternaire.

### Climat
Pour des articles plus généraux, voir Climat de l'Île-de-France et Climat des Yvelines.
En 2010, le climat de la commune est de type climat océanique dégradé des plaines du Centre et du Nord, selon une étude du CNRS s'appuyant sur une série de données couvrant la période 1971-2000. En 2020, Météo-France publie une typologie des climats de la France métropolitaine dans laquelle la commune est exposée à un climat océanique et est dans la région climatique  Sud-ouest du bassin Parisien, caractérisée par une faible pluviométrie, notamment au printemps (120 à 150 mm) et un hiver froid (3,5 °C). 
Pour la période 1971-2000, la température annuelle moyenne est de 10,4 °C, avec une amplitude thermique annuelle de 14,2 °C. Le cumul annuel moyen de précipitations est de 677 mm, avec 10,8 jours de précipitations en janvier et 8,1 jours en juillet. Pour la période 1991-2020, la température moyenne annuelle observée sur la station météorologique la plus proche, située sur la commune de Magnanville à 7 km à vol d'oiseau, est de 11,6 °C et le cumul annuel moyen de précipitations est de 641,5 mm,. Pour l'avenir, les paramètres climatiques de la commune estimés pour 2050 selon différents scénarios d'émission de gaz à effet de serre sont consultables sur un site dédié publié par Météo-France en novembre 2022.

## Urbanisme

### Typologie
Au 1er janvier 2024, Le Tertre-Saint-Denis est catégorisée commune rurale à habitat dispersé, selon la nouvelle grille communale de densité à sept niveaux définie par l'Insee en 2022.
Elle est située hors unité urbaine. Par ailleurs la commune fait partie de l'aire d'attraction de Paris, dont elle est une commune de la couronne,. Cette aire regroupe 1 929 communes,.

### Occupation des solssimplifiée
Le territoire de la commune se compose en 2017 de 95,23 % d'espaces agricoles, forestiers et naturels, 1.83 % d'espaces ouverts artificialisés et 2,94 % d'espaces construits artificialisés.
Le territoire est essentiellement rural, à 95,23 %, et consacré presque exclusivement à l'agriculture. Celle-ci occupe 269 hectares soit 92,4 % de la superficie totale de la commune. Il s'agit de grande culture céréalière formant un paysage ouvert d'openfield. Les parcelles boisées, dispersées le long de la limite nord, représentent 8,6 hectares (2,6 %).
L'habitat est groupé dans le village à la lisière sud de la commune. Les constructions occupent 8,35 hectares (2,9 % du territoire) et se composent d'habitations individuelles de construction ancienne. S'y ajoutent 5,7 hectares de parc et jardins.

## Toponymie
Le nom de la localité est attesté sous la forme Collis Sanctus Dyonisii au XIIIe siècle.
Les scribes ont changé Colle (colline) par Tartre.
La commune s'est appelée successivement Le Tertre, Tartre-Saint-Denis et Saint-Denis-du Tartre, a été baptisée « Le Tertre-la-Montagne » sous la Révolution.
« Tertre » ou « Tartre » désigne l'éminence sur laquelle est construit le village (géologiquement une butte-témoin). Saint-Denis désigne le premier évêque de Paris au Moyen Âge.
Au cours de la Révolution française, la commune porte provisoirement le nom de Le Tertre-la-Montagne.

## Histoire

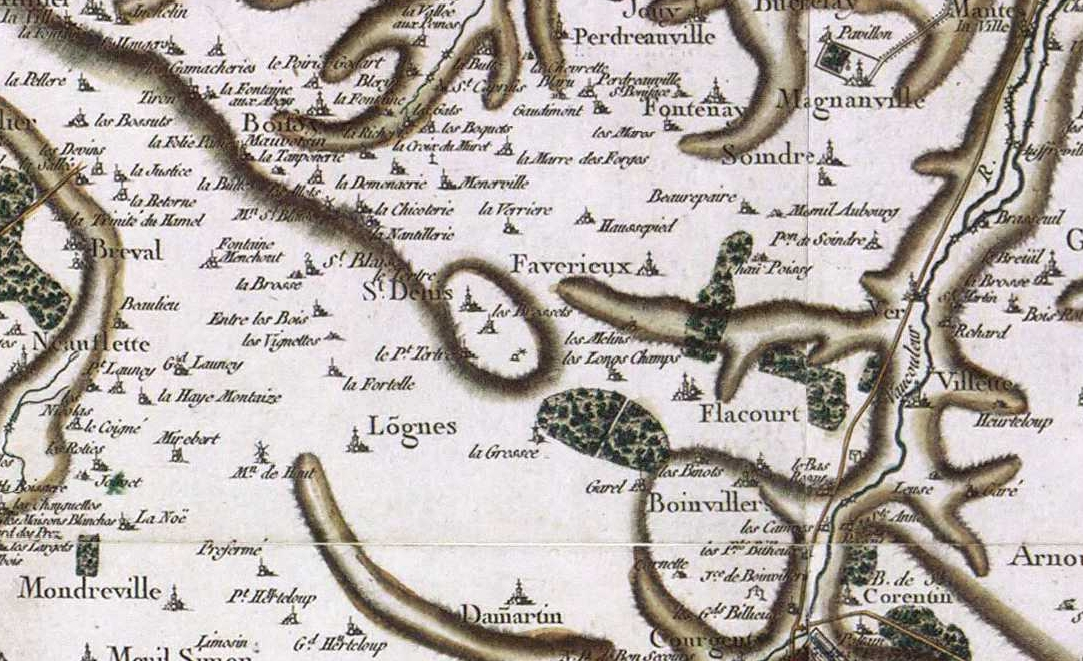
Le Tertre-Saint-Denis vers 1780, carte de Cassini.

On n'a pas relevé de traces d'occupation ancienne du territoire.
En 1188, le village, comme nombre d'autres dans la région, fut incendié par les Anglais du roi Henri II Plantagenêt.
Ce territoire a eu de nombreux propriétaires dans le passé. Notamment en 1488, Guillaume de Vipart, Guillaume de Fontenay et le prieur du Hamel de Bréval étaient seigneurs chacun pour un tiers.
Au XVIIIe siècle, Savalette de Magnanville possédait une partie des terres.
En octobre 2007, la rénovation de l'église et la restauration du retable sont achevés après sept ans de travaux

## Politique et administration

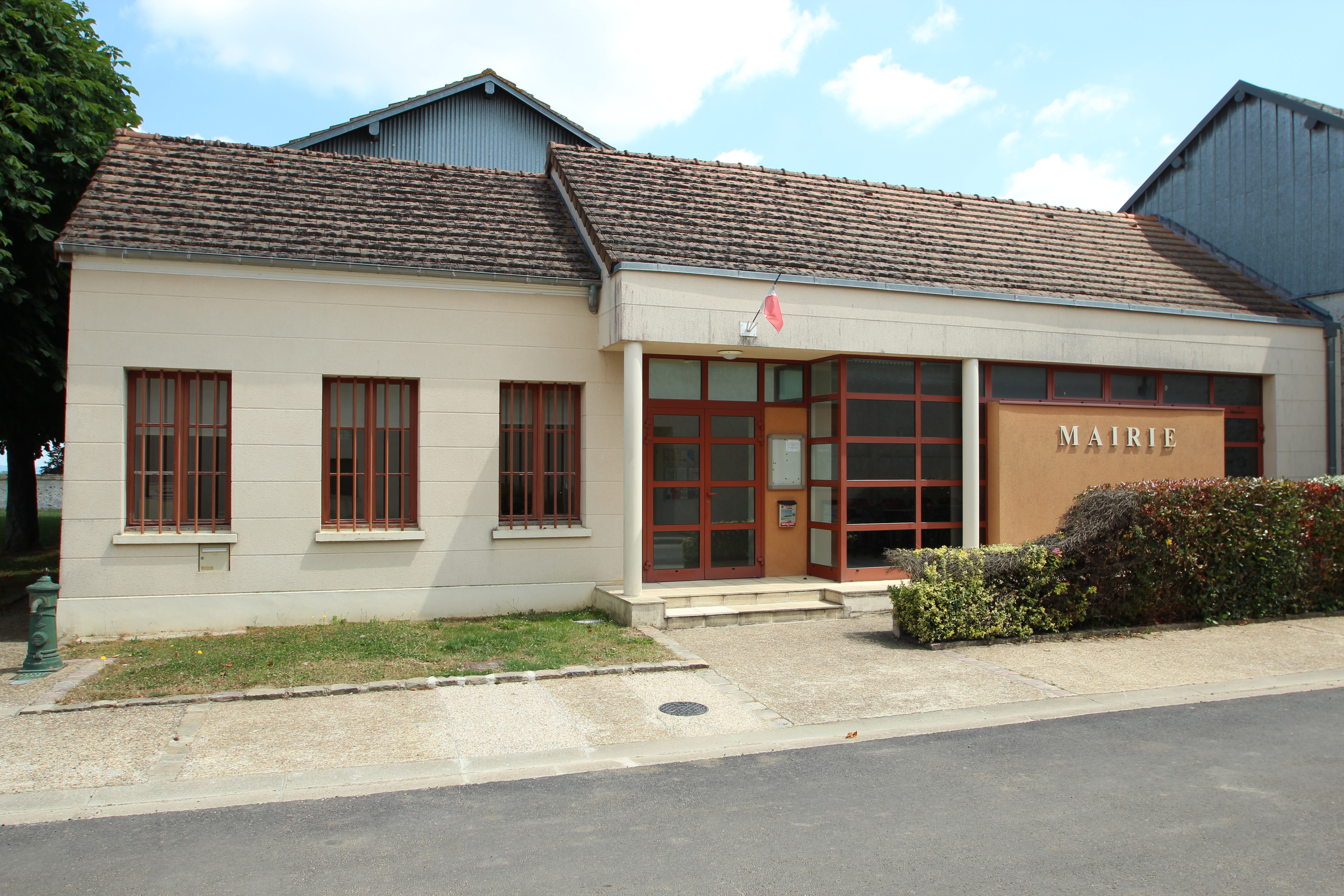
La mairie.

### Liste des maires
| Période                                  | Période  | Identité     | Étiquette | Qualité |
| ---------------------------------------- | -------- | ------------ | --------- | ------- |
| Les données manquantes sont à compléter. |          |              |           |         |
| mars 1995                                | 2020     | Yves Giard   |           |         |
| 2020                                     | En cours | Joël Mariage |           |         |

### Instances administratives et judiciaires
La commune du Tertre-Saint-Denis appartient au canton de Bonnières-sur-Seine est rattachée à la communauté urbaine Grand Paris Seine et Oise (GPS&O).
Elle s'est retirée en 2007 du SCOT du Syndicat mixte d’étude d’urbanisme et d’aménagement des pays de Houdan-Montfort L’Amaury.
Sur le plan électoral, la commune est rattachée à la neuvième circonscription des Yvelines, circonscription à dominante rurale du nord-ouest des Yvelines.
Sur le plan judiciaire, le Tertre-Saint-Denis fait partie de la juridiction d’instance de Mantes-la-Jolie et, comme toutes les communes des Yvelines, dépend du tribunal de grande instance ainsi que de tribunal de commerce sis à Versailles,.

## Population et société

### Démographie

#### Évolution démographique
L'évolution du nombre d'habitants est connue à travers les recensements de la population effectués dans la commune depuis 1793. Pour les communes de moins de 10 000 habitants, une enquête de recensement portant sur toute la population est réalisée tous les cinq ans, les populations de référence des années intermédiaires étant quant à elles estimées par interpolation ou extrapolation. Pour la commune, le premier recensement exhaustif entrant dans le cadre du nouveau dispositif a été réalisé en 2008.

En 2022, la commune comptait 129 habitants, en évolution de +4,03 % par rapport à 2016 (Yvelines : +2,72 %, France hors Mayotte : +2,11 %).
| 1793 | 1800 | 1806 | 1821 | 1831 | 1836 | 1841 | 1846 | 1851 |
| ---- | ---- | ---- | ---- | ---- | ---- | ---- | ---- | ---- |
| 96   | 87   | 81   | 109  | 102  | 112  | 114  | 107  | 113  |

| 1856 | 1861 | 1866 | 1872 | 1876 | 1881 | 1886 | 1891 | 1896 |
| ---- | ---- | ---- | ---- | ---- | ---- | ---- | ---- | ---- |
| 112  | 108  | 114  | 109  | 117  | 88   | 90   | 84   | 75   |

| 1901 | 1906 | 1911 | 1921 | 1926 | 1931 | 1936 | 1946 | 1954 |
| ---- | ---- | ---- | ---- | ---- | ---- | ---- | ---- | ---- |
| 80   | 83   | 94   | 69   | 72   | 62   | 81   | 68   | 59   |

| 1962 | 1968 | 1975 | 1982 | 1990 | 1999 | 2006 | 2008 | 2013 |
| ---- | ---- | ---- | ---- | ---- | ---- | ---- | ---- | ---- |
| 44   | 53   | 40   | 51   | 82   | 101  | 105  | 106  | 116  |

| 2018 | 2022 | - | - | - | - | - | - | - |
| ---- | ---- | - | - | - | - | - | - | - |
| 125  | 129  | - | - | - | - | - | - | - |

#### Pyramide des âges
En 2018, le taux de personnes d'un âge inférieur à 30 ans s'élève à 38,4 %, soit au-dessus de la moyenne départementale (38,%). À l'inverse, le taux de personnes d'âge supérieur à 60 ans est de 13,6 % la même année, alors qu'il est de 21,7 % au niveau départemental.
En 2018, la commune comptait 61 hommes pour 64 femmes, soit un taux de 51,20 % de femmes, légèrement inférieur au taux départemental (51,32 %).
Les pyramides des âges de la commune et du département s'établissent comme suit.
| Hommes | Classe d’âge | Femmes |
| ------ | ------------ | ------ |
| 0,0    | 90 ou +      | 3,1    |
| 0,0    | 75-89 ans    | 1,6    |
| 13,1   | 60-74 ans    | 9,4    |
| 23,0   | 45-59 ans    | 28,1   |
| 24,6   | 30-44 ans    | 20,3   |
| 11,5   | 15-29 ans    | 20,3   |
| 27,9   | 0-14 ans     | 17,2   |

| Hommes | Classe d’âge | Femmes |
| ------ | ------------ | ------ |
| 0,6    | 90 ou +      | 1,4    |
| 6      | 75-89 ans    | 7,8    |
| 13,5   | 60-74 ans    | 14,8   |
| 20,7   | 45-59 ans    | 20,1   |
| 19,6   | 30-44 ans    | 19,9   |
| 18,5   | 15-29 ans    | 16,8   |
| 21,2   | 0-14 ans     | 19,2   |

### Cultes
Le culte catholique est assuré par le groupement paroissial de Bréval, qui regroupe 17 communes, rattaché au doyenné de Maule - Montfort-l'Amaury - Houdan

## Économie
Le territoire est consacré à la grande culture céréalière.

### Emploi en 1999
Lors du recensement de la population de 1999, la commune comptait 28 emplois, dont 57 % dans la construction, 29 % dans le secteur tertiaire hors commerce et le solde dans l'agriculture. La population active de la commune se composait de 52 personnes (soit 51 % de la population totale), comprenant principalement des ouvriers et employés, ainsi que huit agriculteurs. Ces personnes se répartissaient en trois groupes sensiblement équivalents, travaillant soit dans la commune, soit dans le département, soit à l'extérieur de celui-ci.

## Culture locale et patrimoine

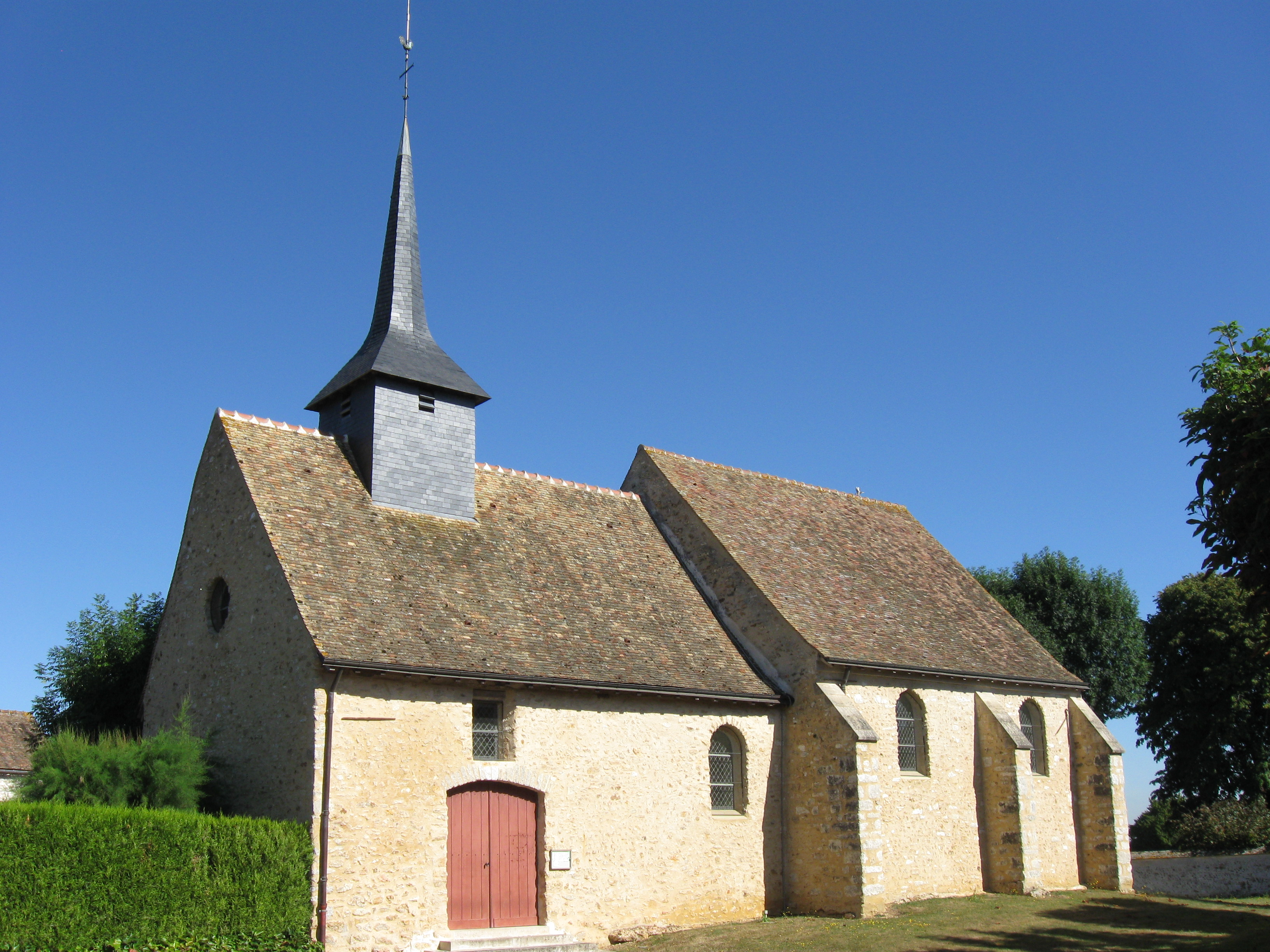
L'église Saint-Laurent-et-Saint-Denis.

### Patrimoine architectural
- Église Saint-Laurent-et-Saint-Denis, église rustique dotée d'un petit clocher à cheval sur le toit de la nef et couvert d'ardoise.

Dans cette église se trouve un retable en plâtre moulé datant du XVIIe siècle représentant l'Annonciation et classé monument historique le 10 août 1904.